# Харьковская ЧК

Здание Харьковской ЧК на улице Чайковской, 16

Харьковская ЧК, Харьковская губернская Чрезвычайная комиссия по борьбе с контрреволюцией и саботажем (известна также как харьковская чрезвычайка) — территориальный орган ВЧК при СНК РСФСР, а затем ЧК УССР в Харькове в период с января 1919 года по июнь 1919 и с декабря 1919 по февраль 1922 года. Здания ЧК располагались в 1919 году по адресам: Харьков, ул. Сумская, 82 (основное, дом Бергера, 5 этажей), Сумская, 61 (дом Иозефовича, ныне — дворец бракосочетаний), Сумская, 47 и ул. Чайковская, 16 (для заложников, двухэтажное).
Харьковская ЧК была упразднена в феврале 1922 года, в связи с передачей полномочий Главному политическому управлению (ГПУ).

## Председатели Харьковской ЧК

Комендант Харьковской ЧК Фукс в 1919 году. Из книги Сергея Мельгунова «Красный террор»

- С. И. Покко — председатель губчека с января 1919.
- В. Н. Блинов — председатель губчека с декабря 1919 года по май 1920 года.[3]
- И. А. Меницкий — председатель Харьковской ЧК с июня 1920 года.
- С. Ф. Реденс — начальник Харьковской губЧК с августа по декабрь 1920 года.
- И. С. Радин — начальник Харьковской ЧК, декабрь 1920 года — июль 1921 года.
- А. Т. Танцура с 1921 года.
- К. Г. Саджая — заместитель начальника Харьковской ЧК в 1920—1921 гг., начальник Харьковской ЧК в 1922 году.
- С. А. Саенко — комендант харьковского концентрационного лагеря по адресу ул. Чайковская,16, в первой половине 1919 года[4].

## Харьковская ЧК в Красном терроре
Сеть органов местной губернской территориальной комиссии «чрезвычайки» начала активно формироваться после провозглашения советской власти в Харькове в декабре 1917 года, однако работа по созданию данного ведомства была свёрнута в связи с вступлением в город немецких войск весной 1918. Активно эта упомянутая региональная структура начала действовать только с января следующего года, после взятия города частями Красной армии и повторного установления в нём «диктатуры пролетариата».
Основной целью деятельности этого территориального подразделения комиссии была защита государственной безопасности советской республики, также борьба с контрреволюцией. В своей работе местная городская «чрезвычайка» с 1919 года руководствовалась известным постановлением СНК о Красном терроре от 5 сентября 1918 года и другими декретами советского правительства, поэтому меры по борьбе с контрреволюцией в Харькове применялись жёсткие. В первой половине 1919 года в городе при территориальном ведомстве ЧК был создан лагерь по типу концентрационного. Согласно свидетельству одного из противников большевиков, историка Сергея Мельгунова, харьковскими советскими властями он был окрещён «лагерем для буржуев», но, несмотря на это, его заключёнными были представители всех сословий и в особенности — крестьяне. Специально оборудованное место находилось в бывшем здании Харьковской каторжной тюрьмы, а должность коменданта в нём занимал С. Саенко, из рабочей семьи, основным занятием которого являлось столярное дело. По некоторым данным, этот человек во времена Российской империи был осуждён и сам отбывал срок на каторге.

Командующий комендантским взводом ЧК, начальник харьковского концентрационного лагеря, С. Саенко, в прошлом отправленный на каторгу за уголовные преступления. Около 1919 года. Снимок из издания работы А. Двигубского «Отчёт о деятельности харьковского разведывательного центра»

Документальную оценку действиям Харьковской ЧК в первой половине 1919 года пыталась дать, в период присутствия в городе властей Вооруженных сил Юга России, Особая следственная комиссия по расследованию злодеяний большевиков, созданная при главнокомандующем ВСЮР, работавшая уже во второй половине того же года.
Но при этом, в своей пропаганде, распространяя информацию о жертвах ЧК, белые прибегали к манипуляциям. Так, Отдел пропаганды при Главкоме ВСЮР в документе «Сводка сведений о злодеяниях и беззакониях большевиков № 19» от 29 июня 1919 года, в котором шла речь о численности расстрелянных сотрудниками «чрезвычайки» в Харькове, указывал три абсолютно разные цифры. В начале этой справки была приведена следующая информация:

«На двух улицах и в подвалах некоторых домов были вырыты коридоры, к концу которых ставили расстреливаемых и, когда они падали, их присыпали землёй. А на другой день на том же месте расстреливали следующих, затем опять присыпали землёй и так  до верху. Потом начинался следующий ряд этого же коридора. Говорят, что в одном из таких коридоров лежало до 2 000 расстрелянных».
Далее, в том же тексте, говорилось, что «По приблизительному подсчёту, большевиками расстреляно в Харькове свыше 1000 человек». В конце указывается следующее: «Продолжаются раскопы могил жертв красного террора. Пока вырыто 239 трупов».
Однако, уже через два дня после издания «Сводки № 19», стала известна точная цифра погибших: 286 человек, останки которых находились в десяти захоронениях. По сведениям, которые помещались в постсоветское время в публицистике, разоблачавшей многочисленные преступления «чрезвычаек», получила распространение цифра «свыше 1000 человек».
Согласно данным современного харьковского историка Эдуарда Зуба, около половины жертв харьковской ЧК была политическими, остальные — уголовные преступники, спекулянты, взяточники.
Автор вызвавшей огромный резонанс книги «Красный террор в России», исследователь Сергей Мельгунов утверждал в своей работе, что Харьковская ЧК под руководством Саенко применяла скальпирование и «снимание перчаток с кистей рук».
Известно, что командующий советским Украинским фронтом, а позже нарком военных дел УССР В. А. Антонов-Овсеенко отрицательно относился к работе органов ЧК в 1919 году, называя их («чрезвычайки»), и в частности, Харьковскую ЧК — «чересчурками».

## Харьковская ЧК в декабре 1919 — феврале 1922 гг.
Здание местной Чрезвычайной комиссии располагалось не по ул. Чернышевской, а бывшем особняке купца Рыжова по ул. Садово-Куликовской (ныне Дом архитектора по ул. Дарвина).
По ул. Дарвина, 9, находится бывший особняк купца Рыжова (архитектор В. Величко, 1912 г.), возведённый в стиле неоренессанса. Это один из немногих зданий города, почти полностью сохранившее первоначальный внешний и внутренний облик. Фасады украшены колоннами и пилястрами ионического ордера, парапетом со скульптурным фризом над входом и фигурной балюстрадой. Не менее роскошны интерьеры — вестибюль и парадный белый зал в формах позднего классицизма, зелёная столовая, напоминающая романские замки, — с камином, дубовым резным потолком и стенами из искусственного мрамора. Из столовой — выход на обширную террасу внутреннего сада с сохранившейся изящной полуротондой.
В первые годы советской власти в этом здании размещалась ЧК.

## Мнения о Харьковской ЧК
Поэт Велимир Хлебников, один из очевидцев событий Красного террора в Харькове в конце первой половины 1919 года, в своей поэме «Председатель чеки» (посвященной коменданту городского концлагеря Саенко), написал такие строки о Харьковской ЧК:

Дом чеки стоял на высоком утёсе из глины,

На берегу глубокого оврага,

И задними окнами повернут к обрыву.

Оттуда не доносилось стонов.

Мертвых выбрасывали из окон в обрыв.

Китайцы у готовых могил хоронили их.

Ямы с нечистотами были нередко гробом,

Гвоздь под ногтем — украшением мужчин.

Замок чеки был в глухом конце

Большой улицы на окраине города,

И мрачная слава окружала его замок смерти,

Стоявший в конце улицы с красивым именем писателя.

## Харьковская ЧК в литературе
- А. Нагорный, Г. Рябов. Я — из контрразведки. — М.: Издательство ЦК ВЛКСМ «Молодая гвардия», Том 5 — 1981. — (Библиотека героики и приключений "Подвиг", приложение к журналу «Сельская молодёжь»). — 300 000 экз.
- И. Болгарин, В. Смирнов. кн. 3: Милосердие палача. кн. 4: Багровые ковыли // Адъютант его превосходительства (эпопея в 4-х книгах). — Кызыл, Балашиха: АСТ, Астрель, 2004. — 655 с. — (Великая судьба России). — 5000 экз. — ISBN 5-17-019935-X.
- Двигубский А.М. Отчёт о деятельности Харьковского разведывательного центра. Составлен полковником Двигубским, начальником Харьковского центра разведывательного отделения штаба Главнокомандующего Вооружёнными силами Юга России в июне 1919 года.. — Харьков: Харьковский частный музей городской усадьбы, 2007. — 56 с. — 300 экз. — ISBN 978-966-8246-77-7.
- Зуб Э. И. Харьковская ЧеКа. Прощание с мифами. — Харьков: ПП Райдер, 2012. — 76 с. — (Харьков в войне). — 1000 экз. — ISBN 978-966-1511-27-8.